# پاسکوآل موکومبی
پاسکوآل موکومبی (انگلیسی: Pascoal Mocumbi؛ زادهٔ ۱۰ آوریل ۱۹۴۱ – درگذشتهٔ ۲۵ مارس ۲۰۲۳) سیاستمدار، و پزشک اهل موزامبیک بود. وی از ۱۶ دسامبر ۱۹۹۴ تا ۱۷ اوت ۲۰۰۴ نخست‌وزیر این کشور بود.
پاسکوآل موکومبی در ۲۵ مارس ۲۰۲۳، در سن ۸۱ سالگی درگذشت.